# Маркова, Валентина Петровна
Валенти́на Петро́вна Ма́ркова (1905 или 1907, Алтайская губерния — 1941 или 1942, Ленинград) — живописец, график.

## Биография
Валентина Маркова родилась в 1904 (по другим данным, в 1906 или 1907) году на Егорьевском руднике на Алтае в семье инженера-железнодорожника. В конце 1910-х годов семья переезжает в Барнаул, где Маркова занимается в частной художественной школе.
В 1918—1920 гг. обучалась в Барнауле в художественной студии, руководимой Еленой Коровай. Е. Коровай отмечала смелость и оригинальность художественного видения своей ученицы. Там же Валентина Маркова познакомилась с Михаилом Курзиным.
С 1923 участвовала в выставках. В качестве военного художника газеты «Красноармейская звезда» ездила на манёвры в 1923—1924.
В 1925(1927) году переехала к Курзину в Ташкент, а в 1930 стала его женой, правда ненадолго. Так она работала художником в газете «Правда Востока» в Ташкенте и в Узбекском государственном издательстве.
Узбекский период творчества В. П. Марковой длился десять лет, она являлась членом творческой группы «Мастера Нового Востока», участвовала в выставках, в том числе и в «Выставке картин художников Узбекистана» 1934 года в Москве.
Изучение творчества Марковой затрудняется из-за отсутствия письменных источников, а также из-за небольшого количества работ, дошедших до нас. Так, почти не сохранились произведения, выполненные в Барнауле, известно лишь, что стены её комнаты были расписаны фантастическими узорами, растениями и фигурами животных, напоминая японские ширмы. Работы узбекского периода отличаются творческим подъёмом, непрерывностью экспериментирования. В годы становления Маркова испытывала сильное влияние своих учителей — Михаила Курзина и Елены Коровай.
После 1937 года Маркова переезжает в Ленинград. Среди её работ — портреты, натюрморты, жанровые картины, произведения декоративно-прикладного искусства. Работы В. П. Марковой находятся в Государственном Русском музее и других коллекциях.
Погибла во время блокады Ленинграда.

## Известные произведения
- «Аллегория искусства»
- «Поэт»
- «Купание ребёнка»
- «Автопортрет в зимней шапке»